# Chiesa di San Siro (Lugano)

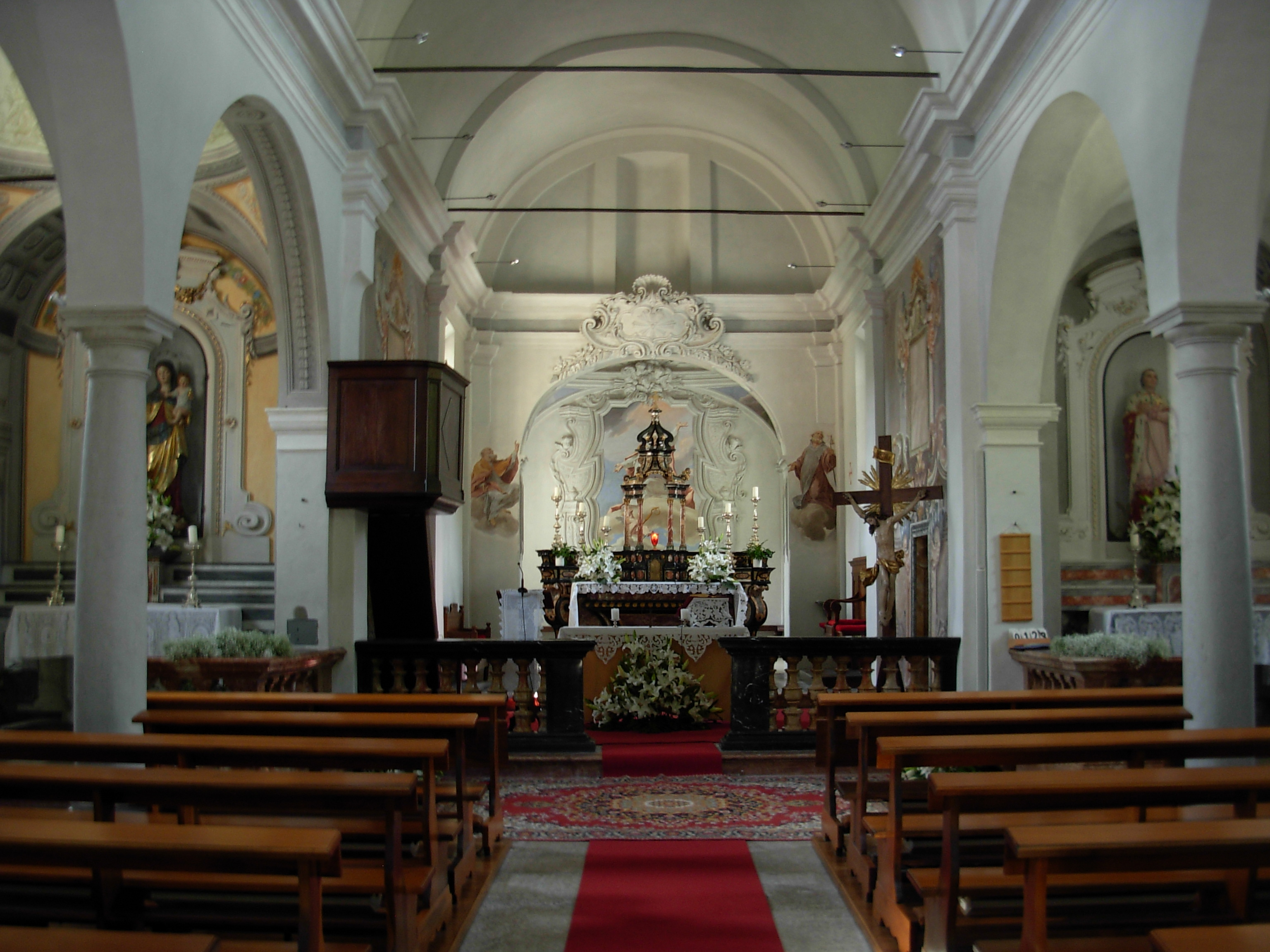

La  chiesa di San Siro è un edificio religioso barocco che si trova a Carabbia, quartiere di Lugano.

## Storia
Sebbene la chiesa esista almeno dal 1579, quando fu citata per la prima volta, il suo aspetto attuale, con interni divisi su tre navate, si deve al XVII secolo. Le modifiche iniziarono nel 1608, quando la chiesa diventò sede di una parrocchia autonoma, separandosi da quella di San Pietro Pambio, e si conclusero nel 1695, quando la struttura fu integrata con il coro. 
Nel 1698, in un anno ricordato da un'iscrizione che si trova sulla controfacciata, fu consacrata. Nel XVIII secolo, inoltre, fu aggiunto il campanile. Nel 1911, infine, un'imponente opera di ristrutturazione interessò il sagrato. Nell'interno si conserva la tela Madonna col Bambino tra i Santi Giacomo Maggiore e Francesco d’Assisi del pittore Guglielmo Caccia detto il Moncalvo designato anche come il Raffaello piemontese.